# ديتمار قسطنطيني
ديتمار قسطنطيني (30 مايو 1955 - 18 ديسمبر 2024)، هو لاعب ومدرب كرة قدم نمساوي.
عُيِّن مدربًا رئيسيًا للمنتخب النمساوي في مارس 2009 ثم استُبدل بمارسيل كولر في أكتوبر 2011. درَّب نادي كارنتين، ونادي باشينج، وأوستريا فيينا، وغيرها.

## وفاته
توفي قسطنطيني في 18 ديسمبر 2024، عن عمر يناهز 69 عامًا، بعد سنوات من المعاناة من الخرف.

## روابط خارجية
- ديتمار قسطنطيني في قاعدة بيانات الأفلام على الإنترنت